# Partido Liberal Independiente (Chile)
El Partido Liberal Independiente o Doctrinario como tendencia liberal y a veces un partido político independiente chileno se creó durante la presidencia de Domingo Santa María a partir de un grupo de parlamentarios que le eran opositores. Llamados también liberales doctrinarios, disidentes, sueltos, o independientes. En un manifiesto publicado el 22 de octubre de 1885 se autodenominan Partido Liberal Independiente. Formaron parte de diversos gabinetes desde 1891.
Sus fundadores fueron los hermanos Miguel Luis y Gregorio Amunátegui junto con Vicente Reyes Palazuelos, Eliodoro Yánez, Ismael Valdés Valdés y José Victorino Lastarria. Su programa era de ampliación de las libertades públicas, libertad de sufragio y un régimen democrático. 
Se puede considerar como una tendencia dentro del Partido Liberal (PL), compartía las listas de candidatos, pero sus militantes o afiliados votaban en forma distinta a línea oficial. A veces llegando a tener una organización independiente. A diferencia del PL que oscilaba entre grupos que integraban la Alianza Liberal o la Coalición, los liberales doctrinarios siempre favorecieron e integraban la Alianza.
En 1930 se fusiona al PLU. A la caída de Ibáñez en 1931 se organiza en forma autónoma. En octubre de 1933, durante la VI Convención del Partido Liberal se integra a este.

## Resultados electorales

### Elecciones parlamentarias
| 1915 | s/i    |                 | 1/118 |
| 1932 | 5173   | \| \| 1,58 % \| | 2/142 |
|      | 1,58 % |                 |       |